# Orcio

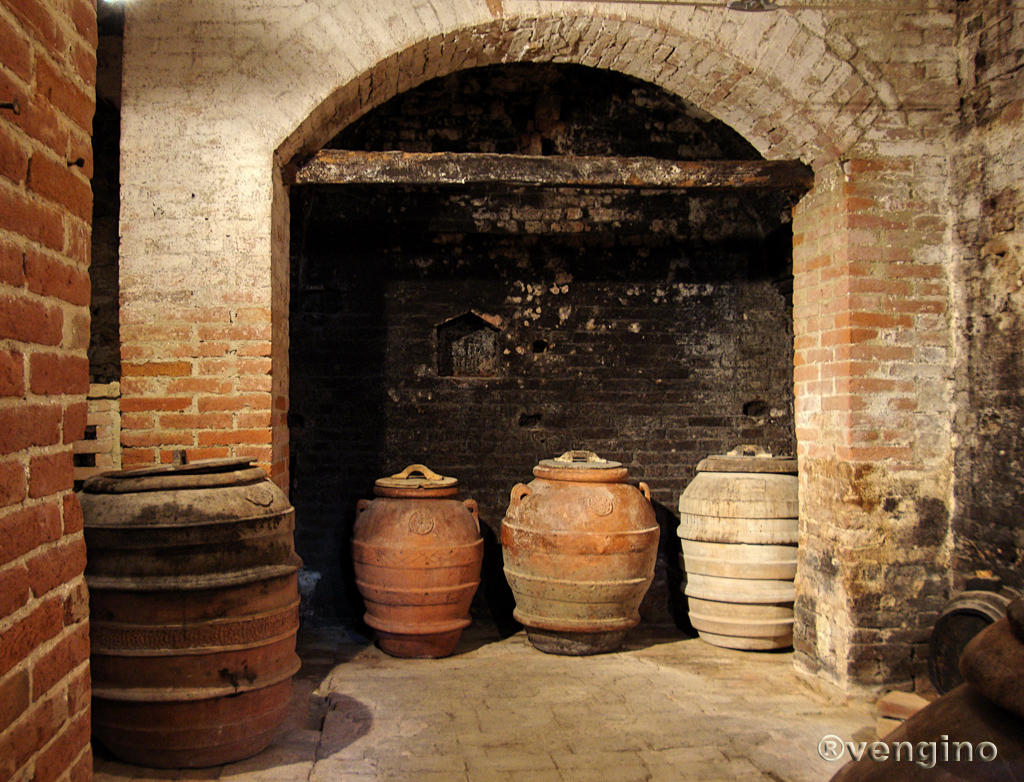
Nella cantina dell'Abbazia di Monte Oliveto Maggiore.

L'orcio (dal lat. ŭrceus) è un termine usato principalmente nell'Italia centrale per designare un vaso panciuto di terracotta completamente lavorato a mano.
Anticamente era usato soprattutto per conservare liquidi, in particolare l'olio; generalmente era un contenitore molto grande, ma vi erano anche orci di dimensioni minori, perlopiù usati come brocche. Con lo stesso termine s'indicava infine anche un vaso di forma allungata dotato di una o due anse, con collo cilindrico e con un buco sul fondo, che serviva per spillare il liquido contenuto, in tal caso solitamente vino. Grazie alle proprietà del galestro, un tipo particolare di argilla che lo rende inalterabile al freddo, oggi l'orcio si impiega anche come arredamento da giardino.
L'orcio faceva parte di una casa etrusca standard
e più tardi, durante l'Impero romano, si trovava infossato.
Nel 1612 la prima edizione del vocabolario degli accademici della Crusca definisce l'orcio come un vaso di terra cotta, per lo più, da tenére olio. Il termine "orcio" viene anche usato come unità di misura per il volume, nel qual caso vale un dodicesimo del cogno, ovverosia 37,98 litri.

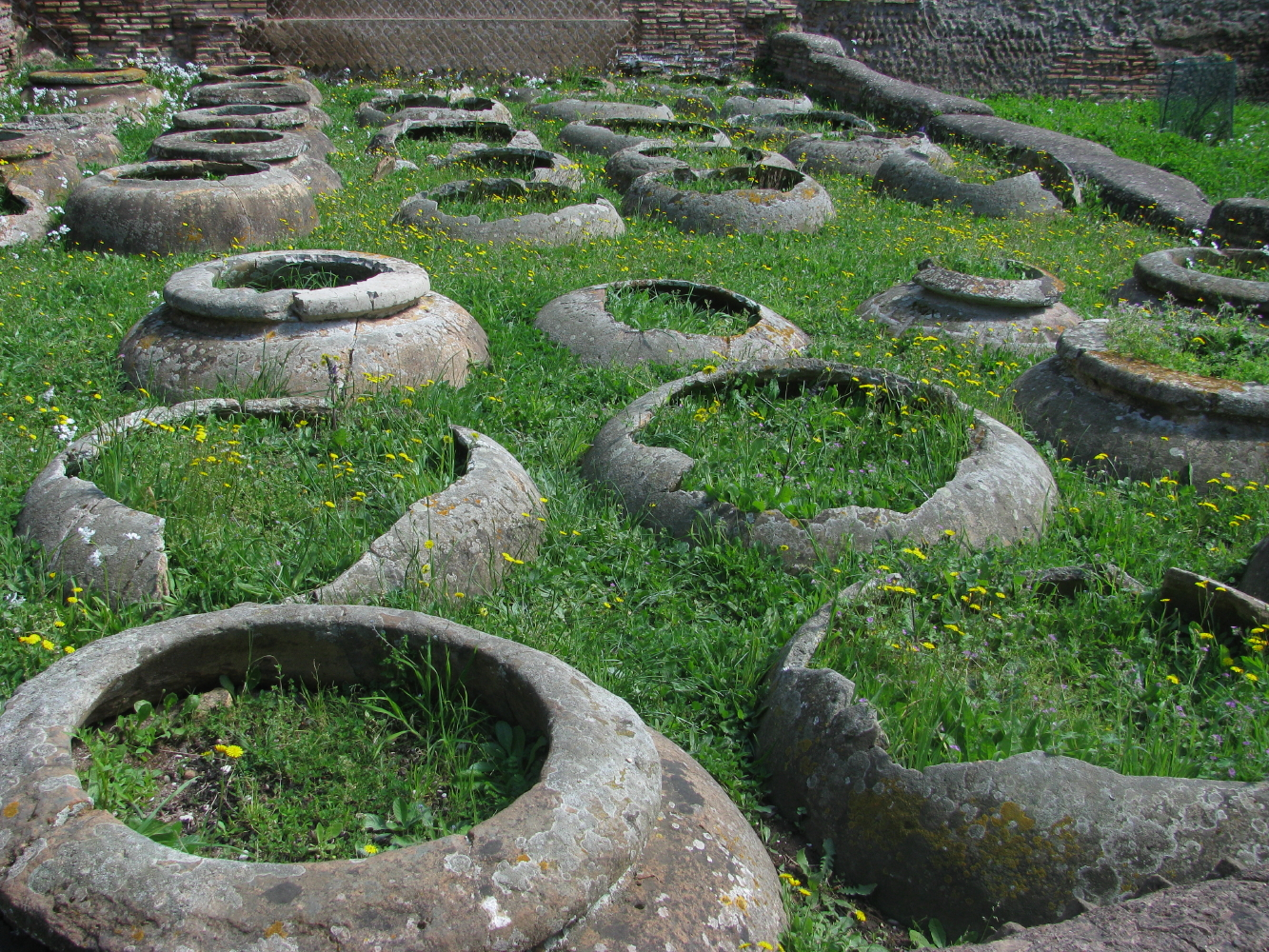
Orci infossati a Ostia Antica.
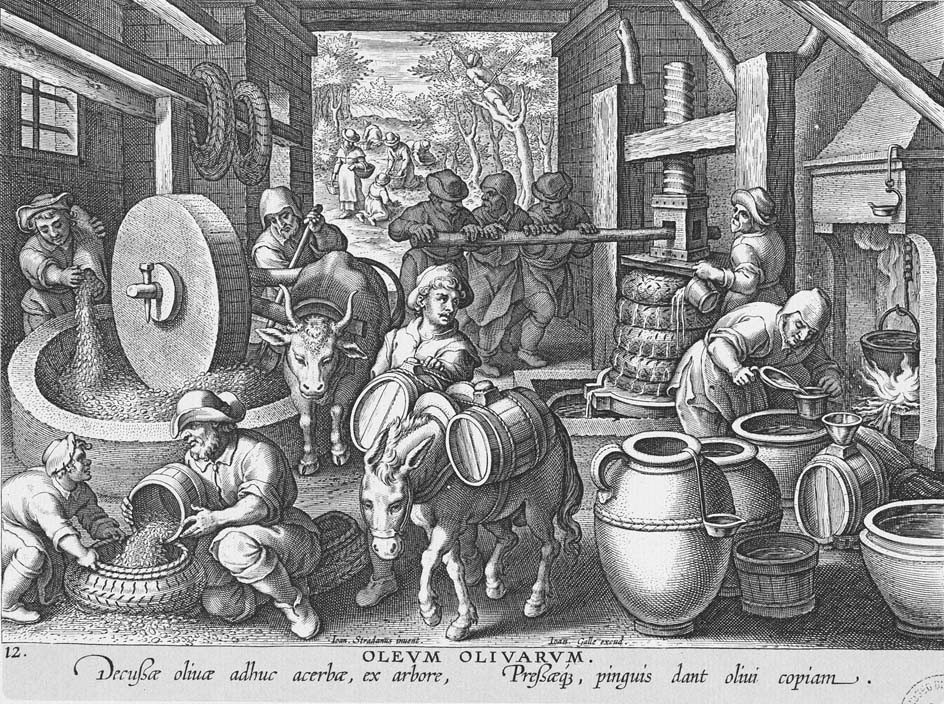
Orci su un incisione (disegno dello Stradano, pubblicato nella raccolta Nova Reperta) rappresentando una scena di un frantoio.
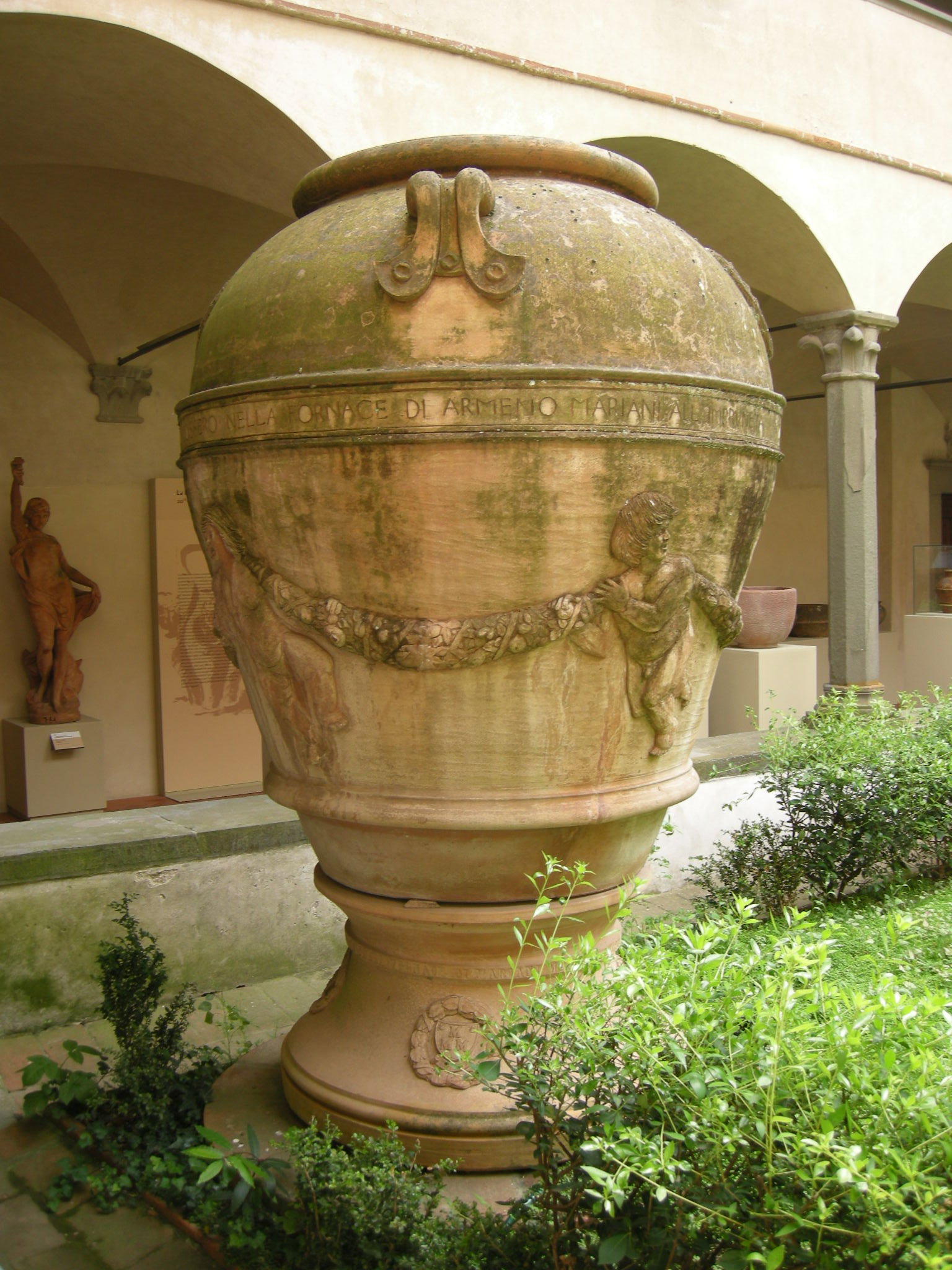
Copia festonata nel chiostro del Santuario di Santa Maria dell'Impruneta.
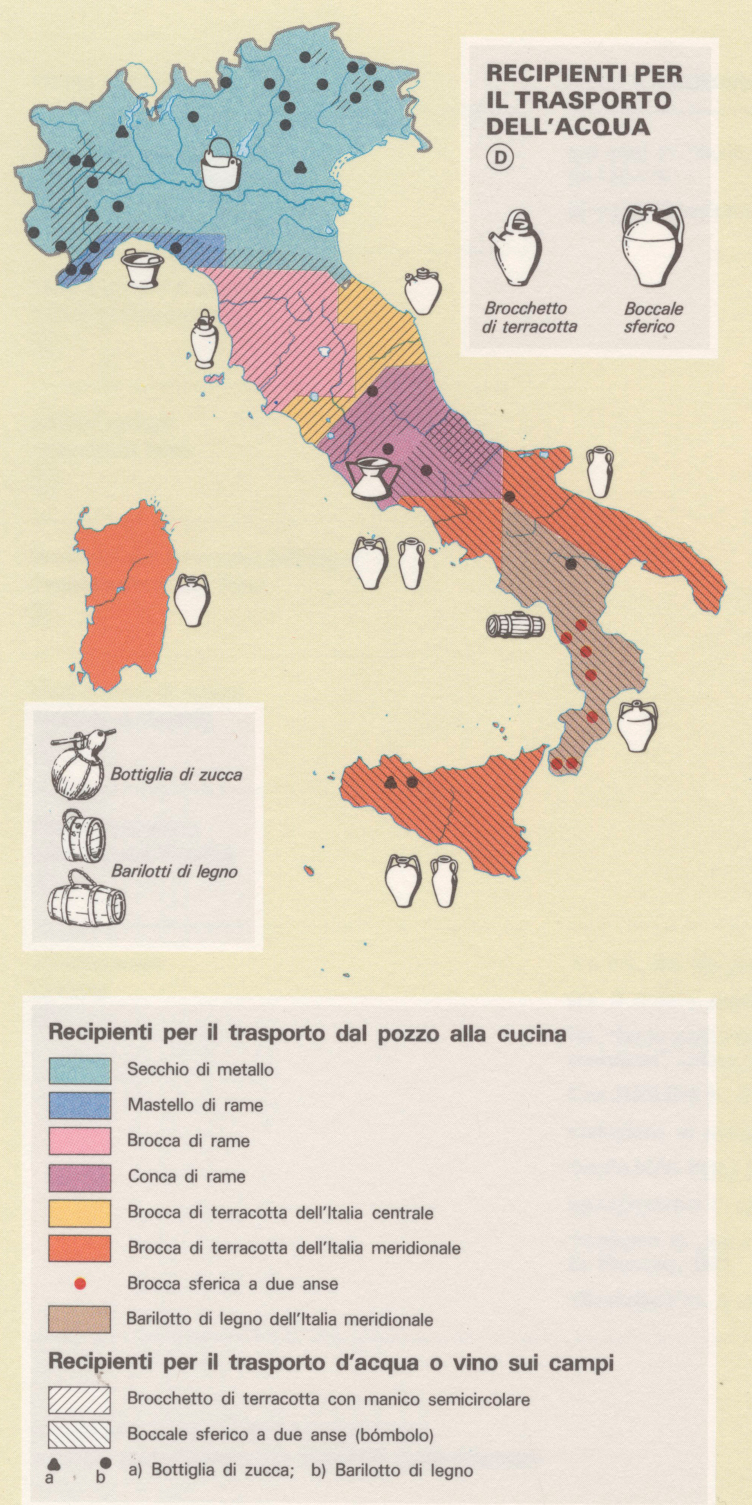
Recipienti tradizionalmente usati in Italia per il trasporto dei liquidi